# Castle Three
El Castle Three era un ciclocoche de tres ruedas británico. Fue fabricado entre 1919 y 1922 por la Compañía Castle Motor, radicada en Castle Mill Works, New Road, Kidderminster, Worcestershire.

## Historia
La compañía era originalmente un negocio de reparación de automóviles fundada en 1906 por los hermanos Stanley y Laughton Goodwin, pero creció para fabricar municiones durante la Primera Guerra Mundial, y se introdujo en el negocio de la fabricación de automóviles con el final del conflicto y el auge económico subsiguiente.

## Los coches
El coche se concibió coincidiendo con el comienzo del declive de las ventas de los ciclocoches. Se equipó con un motor de cuatro cilindros refrigerado por agua. El primer lote de coches montaba motores Dorman  de cuatro cilindros en línea de 1094 cc y válvulas laterales, mientras que el resto recibió motores belgas Peters de 1207 cc con la caja de cambios integrada, bien epicíclica de dos velocidades  o bien de tipo convencional con tres marchas. Impulsaba la rueda trasera mediante un eje y un engranaje biselado.
La carrocería era abierta, con dos asientos y un tercer asiento supletorio, e incluía un radiador niquelado. Disponía de iluminación eléctrica y de un chasis con una suspensión que utilizaba muelles de ballesta de cuarto de elipse delante y semielípticos detrás. Inusualmente para un ciclocoche, utilizaba ruedas de artillería en vez de ruedas con radios de alambre.
El coche se exhibió en el  Salón del Motor de Londres de 1919, donde se cursaron 2300 pedidos.  No todos se confirmaron y se estima que se fabricaron alrededor de 350 unidades. Se conservan dos de ellas.
Se diseñó un prototipo de una versión de cuatro ruedas, pero nunca llegó a producirse. La compañía cerró en 1922, vendiendo los talleres a un fabricante de alfombras.

## Sucesor
En agosto de 2013 se fundó la Compañía Castle Three Motor Limited en Alnwick, Northumberland, con planes  para desarrollar, fabricar y vender una nueva generación de coches de tres ruedas para el mercado de los deportes recreativos y del motor.
Mientras que el original tenía 2+1 asientos y un motor de cuatro cilindros, el nuevo triciclo tendrá dos asientos y utiliza un motor bicilíndrico -en V o un bóxer- para impulsar la rueda trasera mediante un tren de transmisión propio.